# Giovanni Zucca
Giovanni Zucca (Sestri Ponente, 11 dicembre 1907 – Genova, 10 dicembre 1975) è stato un calciatore italiano, di ruolo portiere.

## Biografia
Nativo di Sestri Ponente, esordì nel club cittadino della Sestrese per passare nel 1930 al Foot Ball Club Liguria, nuova denominazione del sodalizio genovese La Dominante. Con i liguri rimane una sola stagione venendo ingaggiato dalla Roma nel 1931.
Zucca rimase diversi anni nella rosa dei giallorossi, esordì in Serie A il 28 febbraio 1932 nella partita Roma-Alessandria (1-2) ma non trovò mai un ruolo di primo piano, sopravanzato da Guido Masetti. Nella stagione 1941-42 giocò con la Pavese.